# Херений Понтий
Вижте пояснителната страница за други личности с името Понтий.
Херений Понтий (на латински: Herennius Pontius) е самнитски военачалник, държавник и политик.
Произлиза от gens Понтии от Каудиум. Участва 321 пр.н.е. във Втората самнитска война.
Баща е на самнитския генерал Гай Понтий († 292 пр.н.е.). Прародител е на Пилат Понтийски, префект на римската провинция Юдея (26 – 36 г.), който осъжда Исус Христос на смърт.